# Patagioenas
Patagioenas  (лат.) — род птиц семейства голубиных. Ранее представителей рода включали в род голуби (Columba).
Представители рода распространены в Южной, Центральной и Северной Америке.

## Виды
В состав рода включают 17 видов:
- Patagioenas leucocephala — белошапочный голубь
- Patagioenas squamosa — красношейный голубь
- Patagioenas speciosa — чешуйчатый голубь
- Patagioenas picazuro — темнохвостый голубь
- Patagioenas corensis — гологлазый голубь
- Patagioenas maculosa — пятнистый голубь
- Patagioenas fasciata — полосатохвостый голубь
- Patagioenas araucana — чилийский голубь
- Patagioenas caribaea — полосатохвостый ямайский голубь
- Patagioenas cayennensis — рыжий голубь
- Patagioenas flavirostris — красноклювый голубь
- Patagioenas oenops — перуанский голубь
- Patagioenas inornata — антильский голубь
- Patagioenas plumbea — свинцовый голубь
- Patagioenas subvinacea — румяный голубь
- Patagioenas nigrirostris — короткоклювый голубь
- Patagioenas goodsoni — тёмный голубь

## Иллюстрации
- Чилийский голубь обитает в Чили и Аргентине
- Гологлазый голубь обитает в Венесуэле, Колумбии, на Арубе и Нидерландских Антилах
- Полосатохвостый голубь распространён от Канады до Аргентины
- Красноклювый голубь обитает в США и странах Центральной Америки
- Тёмный голубь встречается в Эквадоре, Колумбии, Панаме
- Белошапочный голубь населяет острова Карибского бассейна, юг Флориды и побережье Юкатана
- Пятнистый голубь обитает в Аргентине, Боливии, Перу, Бразилии, Парагвае и Уругвае
- Перуанский голубь встречается в Эквадоре и Перу
- Красношейный голубь обитает на Антильских островах
- Румяный голубь распространён от Коста-Рики до Боливии